# Opus sectile
Opus sectile er en teknik beslægtet med mosaik. Opus sectile anvender udskårne og polerede stenplader i forskellige farver, både til ornamentale og figurative fremstillinger. Teknikken kendtes allerede fra den senere del af den romerske republik, men blev mere udbredt i kejsertiden for at nå sit kunstneriske højdepunkt i senantikken. Ofte anvendte materialer var marmor, perlemor og glas. Materialerne blev skåret i tynde stykker, poleret og skåret til så de passede ind i det valgte mønster. I modsætning mosaik med kvadratiske stifter (tessellated mosaik), hvor meget små ensartet store stifter danner et billede, er opus sectile stykkerne meget større og kan være formet så de udgør store dele af mønstret.